# 非線性遊戲

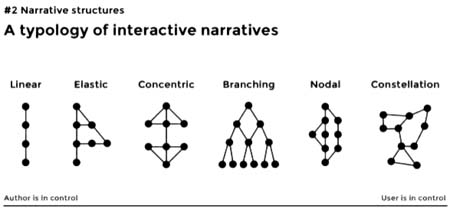
多种游戏结构类型，图中从左至右第一个为线性游戏性

非線性遊戲性（nonlinear gameplay）是遊戲設計上的一個概念，範指可以通過多種不同次序完成一款遊戲所需要通過的挑戰。以例子說明，一款平台遊戲在玩家通過一個關卡後，遊戲世界則會出現多道傳送門，讓可以玩家選擇出現的一個關卡，而且玩家亦可能直接跳過某些關卡，加快到達頭目關卡。相對之下，一款通過一關後直接推進至下一關的平台遊戲設計則為線性遊戲。

## 其衍生分類
- 沙盒類遊戲
- 開放世界

除此之外、現今遊戲亦逐漸成熟多元發展，衍生出如沙盒遊戲及開放世界遊戲。
(沙盒類) 模擬市民系列、Garry's Mod、Minecraft、動物森友會系列等例子
(開放世界類) 上古卷軸系列、Sleeping Dogs、巫師3：狂獵、薩爾達傳說 曠野之息等例子
另外亦有如Fallout異塵餘生系列、俠盜獵車手系列這類兩者皆屬於的遊戲。